# Вирный, Вадим Александрович
Вадим Александрович Вирный (род. 1 июля 1965, Харьков, УССР) — советский и германский шашист (специализация — международные шашки). Международный гроссмейстер. Чемпион Европы (1983), двукратный вице-чемпион мира (1983) и (1984) по международным шашкам. В составе сборной СССР трёхкратный (официально — двукратный) чемпион мира (1985, Зональный Командный Мировой Кубок; 1986, Олимпиада среди национальных команд; 1989, Командный чемпионат мира). Чемпион мира по международным шашкам среди юниоров (1981).

## Личная жизнь
Вадим Вирный родился в Харькове, в семье известного советского шашечного тренера Александра Яковлевича Вирного (род. 1936). и учителя музыки Тамары Семеновны Вирной (род. 1938). В семье Вирных так же есть дочка Виктория Александровна Вирная.
В 1991 году уехал в Германию. Проживает в Мюнстере. Работает в компьютерной фирме. Жена — пятикратная чемпионка мира по международным шашкам Елена Альтшуль.

## Спортивная карьера
Звание мастера спорта получил в 13 лет, в 18 лет стал гроссмейстером.
В 1981 году завоевал звание чемпиона мира среди юниоров, выиграв свою группу, а затем уверенно победив будущего чемпиона мира Александра Дыбмана в финальном матче.
В 1983 году, в 18 лет, стал  чемпионом Европы. В том же году занял второе место в турнире «VOLMAC-Trophy», ретроактивно признанном чемпионатом мира, пропустив вперёд только действующего чемпиона Харма Вирсму. В декабре 1983 года в возрасте 18 лет, Вирный преодолел отметку 2400 пунктов рейтинга Эло, что сделало его самым юным шашистом, достигшим подобного результата. На следующий год встретился с Вирсмой в матче за титул чемпиона мира. Матч закончился вничью (1+ 18= 1-), и Вирсма сохранил своё звание ещё на год.
В составе сборной СССР в 1986 году выиграл шашечную Олимпиаду, а в 1989 году — командный чемпионат мира.
Лучший результат на чемпионатах СССР — II место (1983, 1985, 1989).
Выступает за клуб «Орфам Телеком Твенте» (Нидерланды).
Чемпион Германии по международным шашкам 2008, 2009, 2010, 2013, 2014, 2015, 2017, 2018 годов.
Член (с 9 апреля 1984 года) символического клуба победителей чемпионов мира Роба Клерка.

### Статистика участия в чемпионатах мира и Европы
| Год  | Уровень | Место проведения   | Турнир / матч           | Результат           | Место |
| ---- | ------- | ------------------ | ----------------------- | ------------------- | ----- |
| 1983 | ЧМ      | Амстердам          | Турнир                  | 3+ 11= 0-           | 2     |
| 1983 | ЧЕ      | Девентер           | Турнир                  | 8+ 3= 0-            | 1     |
| 1984 | ЧМ      | Москва / Роттердам | Матч с Х.Вирсмой        | 1+ 18= 1-           | 2     |
| 1984 | ЧМ      | Дакар              | Турнир                  | 3+ 16= 0-           | 4-5   |
| 1987 | ЧЕ      | Москва             | Турнир                  | 9+ 4= 0-            | 2     |
| 2008 | ЧЕ      | Таллин             | Турнир (швейц.)         | 3+ 6= 0-            | 4     |
| 2010 | ЧЕ      | Мужасихле          | Турнир (швейц.)         | 3+ 6= 0-            | 5     |
| 2011 | ЧМ      | Эммелорд / Урк     | Турнир                  | 2+ 17= 0-           | 7-10  |
| 2012 | ЧЕ      | Эммен              | Турнир (швейц. система) | 3+ 5= 1-            | 15    |
| 2014 | ЧЕ      | Таллин             | Турнир (швейц. система) | 1+ 8= 0-            | 31    |
| 2017 | ЧМ      | Таллин             | Турнир                  | 0+ 9= 0- (в финале) | 11    |